# Wohnblock Holstenplatz

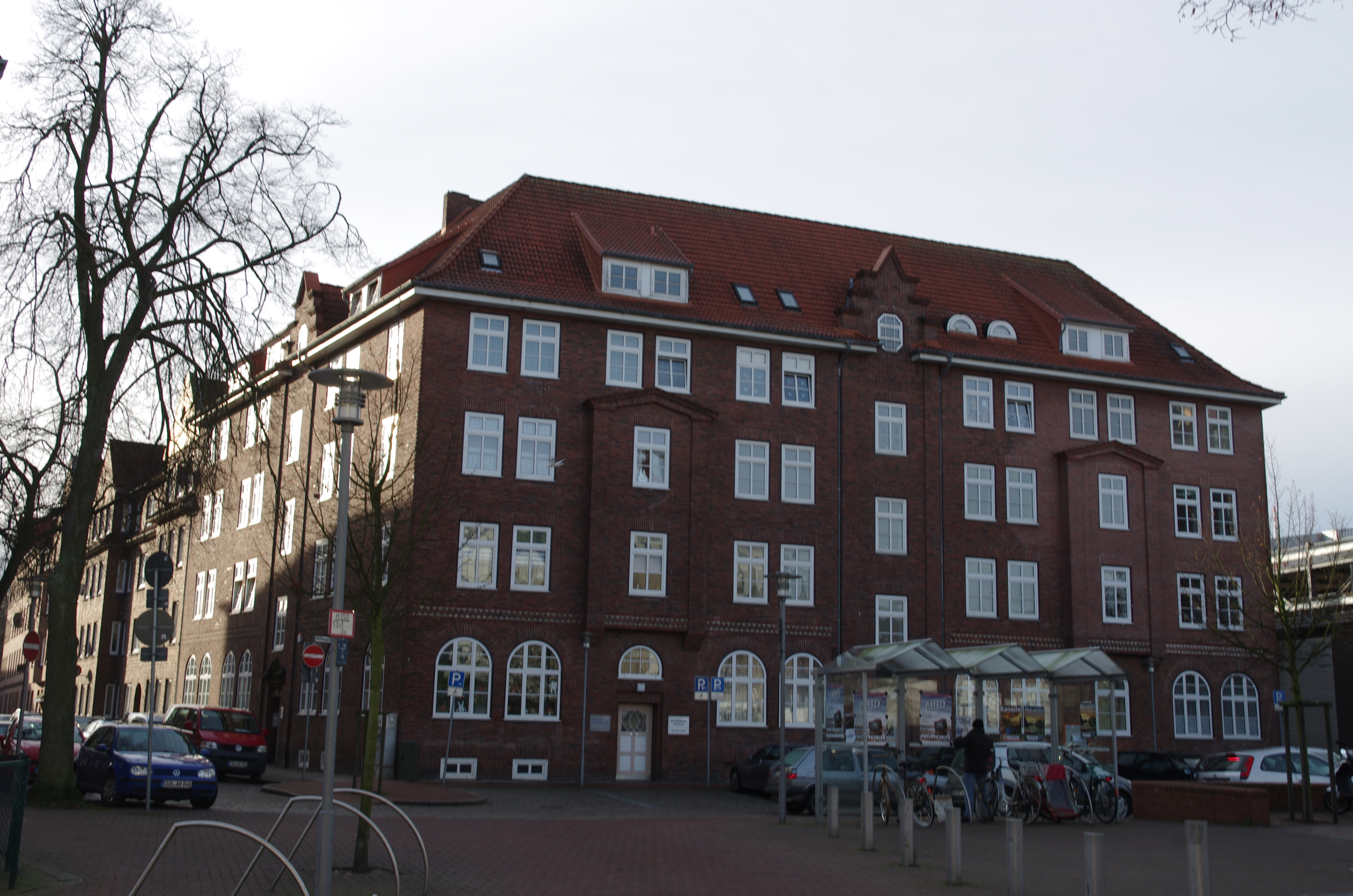
Mehrfamilienhaus Holstenplatz 1

Der Wohnblock Holstenplatz in der niedersächsischen Kreisstadt Cuxhaven im Landkreis Cuxhaven stammt vom ersten Drittel des 20. Jahrhunderts.
Aktuell (2024) wird er durch Wohnungen, Kanzleien und eine Praxis genutzt.
Die Gebäude stehen unter Denkmalschutz (siehe auch Liste der Baudenkmale in Cuxhaven).

## Geschichte und Beschreibung
Das Areal westlich der Nordersteinstraße bis zur Abendrothstraße blieb bis ins 20. Jahrhundert hinein unbebaut. 1908 wurden hier Straßen gebaut und es entstanden große Wohnblocks wie 1914/15 das Mehrfamilienhaus Burggrabenstraße 4 nach Plänen von August Küchenmeister und 1925/26 der anschließende Wohnblock Burggrabenstraße 2, Holstenplatz 1 und Wetternstraße 1 an der südlichen Begrenzung des Holstenplatzes, mit Gestaltungsdetails des expressionistischen Backsteinbaus mit traditionellen Elementen.
Zum Wohnblock Holstenplatz gehören
- das viergeschossige Eckgebäude als Mehrfamilienhaus Holstenplatz 1 von 1925/26 auf Sockel mit Walmdach; die drei Fassaden werden jeweils in der Mittelachse durch rahmende Lisenen und einen Stufengiebel betont, zum Holstenplatz ist über den beiden Seiteneingängen jeweils ein zweigeschossiger Erker mit schmückenden Details wie ein geschossteilendes Band schräggestellter Ziegel über den Rundbögen der Erdgeschossfenster und eine verzahnte Eckausbildung,[2]
- das traufständige viergeschossige Mehrfamilienhaus Burggrabenstraße 4 von 1914/15 nach Plänen von August Küchenmeister mit ziegelgedecktem Satteldach, symmetrischer Fassade mit zwei seitlichen Risaliten mit abschließenden Dachhäusern, in schlichter Gestaltung mit einigen Backsteinakzenten als Gesimse und Muster.[3]

Das Landesdenkmalamt befand u. a.: „[…] in dessen Gestaltung sich Details des expressionistischen Backsteinbaus mit traditionellen Elementen verbinden […].“
Der Architekt Küchenmeister entwarf in Cuxhaven auch das Haus Seeefahrt und die Kapelle am Robert-Dohrmann-Platz.